# Jan Lubomirski (nauczyciel)
Jan Lubomirski (ur. 22 listopada 1905 w Stanclewie, zm. 30 czerwca 1997 w Olsztynie) – polski działacz kulturalno-oświatowy, nauczyciel śpiewu i muzyki, folklorysta, honorowy obywatel Olsztyna.

## Życiorys
Pochodził z rodziny rolniczej, był synem Ignacego i Pauliny z domu Block. Kształcił się na kursach muzycznych, m.in. w Poznaniu pod kierunkiem Feliksa Nowowiejskiego. Był aktywnym działaczem ruchu polskiego na Warmii w okresie międzywojennym, prowadził chóry w kołach młodzieży (w ramach Związku Towarzystw Młodzieży w Prusach Wschodnich), redagował pismo "Życie Młodzieży", gromadził materiały folklorystyczne na południowej Warmii, wydawał śpiewniki regionalne. Teksty pieśni zamieszczał na łamach "Życia Młodzieży" i "Młodego Polaka w Niemczech". Po wybuchu wojny został aresztowany w Berlinie i początkowo był przetrzymywany w miejscowym więzieniu, następnie trafił do obozu Sachsenhausen.
Po 1946 pracował w Olsztynie jako nauczyciel muzyki. Kontynuował również działalność badawczą w dziedzinie folkloru, współpracując m.in. z olsztyńską delegaturą Państwowego Instytutu Sztuki. Ze zbiorów Lubomirskiego korzystali m.in. Władysław Gębik i Augustyn Steffen. W 1969 razem ze Stanisławem Markiewiczem Jan Lubomirski wydał opracowanie Pieśni Warmii i Mazur. W latach 1953–1960 prowadził zespół żywego słowa przy wojewódzkim oddziale Stowarzyszenia PAX w Olsztynie, później był instruktorem w Ośrodku Metodycznym Wojewódzkiego Domu Kultury tamże.
W 1995, razem z innymi zasłużonymi nauczycielami olsztyńskimi Kazimierzem Pacerem, Natalią Żarską i Jadwigą Lindner, otrzymał tytuł honorowego obywatela Olsztyna. Był również członkiem honorowym Ośrodka Badań Naukowych w Olsztynie. W 1969 otrzymał nagrodę Prezydium Wojewódzkiej Rady Narodowej w Olsztynie, został odznaczony m.in. Krzyżem Oficerskim Orderu Odrodzenia Polski. W 1977 został laureatem Nagrody im. Oskara Kolberga.